# Berliet GK
Der Berliet GK, auch Berliet 50HP oder Berliet 80HP genannt, war ein Rennwagen der Marke Berliet in Lyon aus dem Jahre 1906.

## Geschichte und Technik

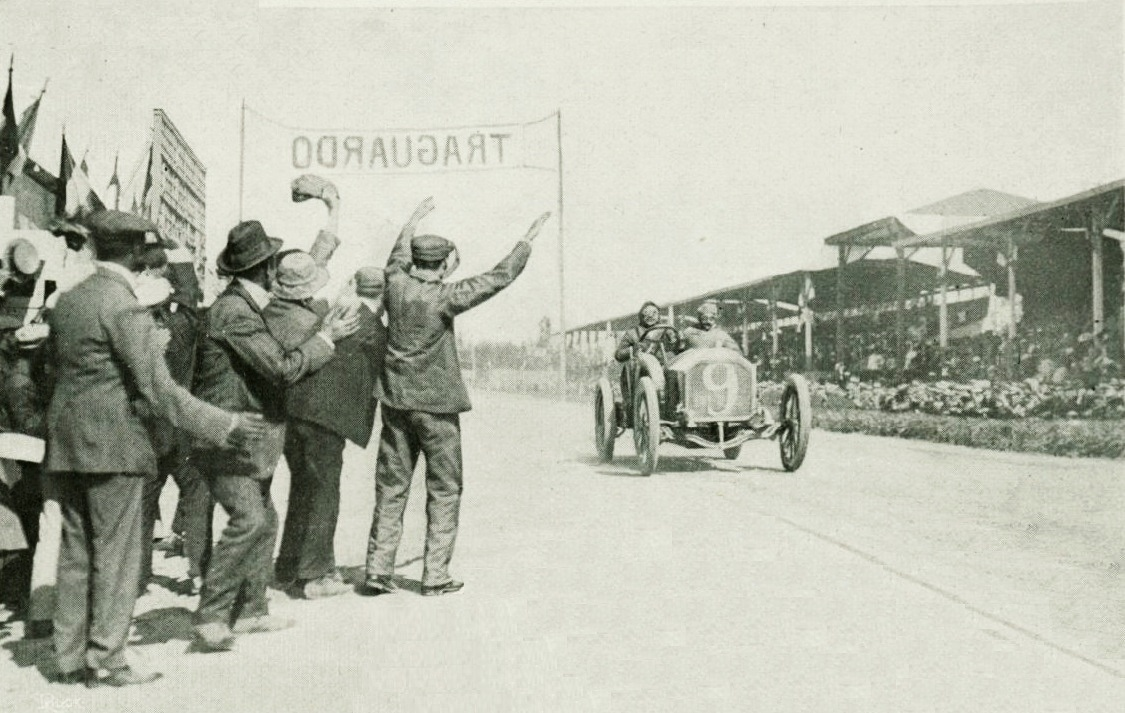
Berliet GK bei der 'Targa Bologna' (1908)

Das Fahrzeug, in den Akten des Hauses Berliet als "voiture actionée" bezeichnet, erhielt seine allgemeine Betriebserlaubnis in der ersten Variante durch den örtlich und sachlich zuständigen Inspecteur des Mines am 17. November 1906, in der zweiten Variante wenige Tage später. Es dürften nur wenige Fahrzeuge dieses Typs entstanden sein. Als Vorgänger kann der Berliet G des Jahres 1904 angesehen werden.
Das Getriebe hatte vier Vorwärtsgänge und einen Rückwärtsgang.
Der Antrieb erfolgte über Ketten auf die Hinterachse. Die Fußbremse wirkte per Seilzug auf die Hinterräder. Das Fahrzeug hatte Rechtslenkung.

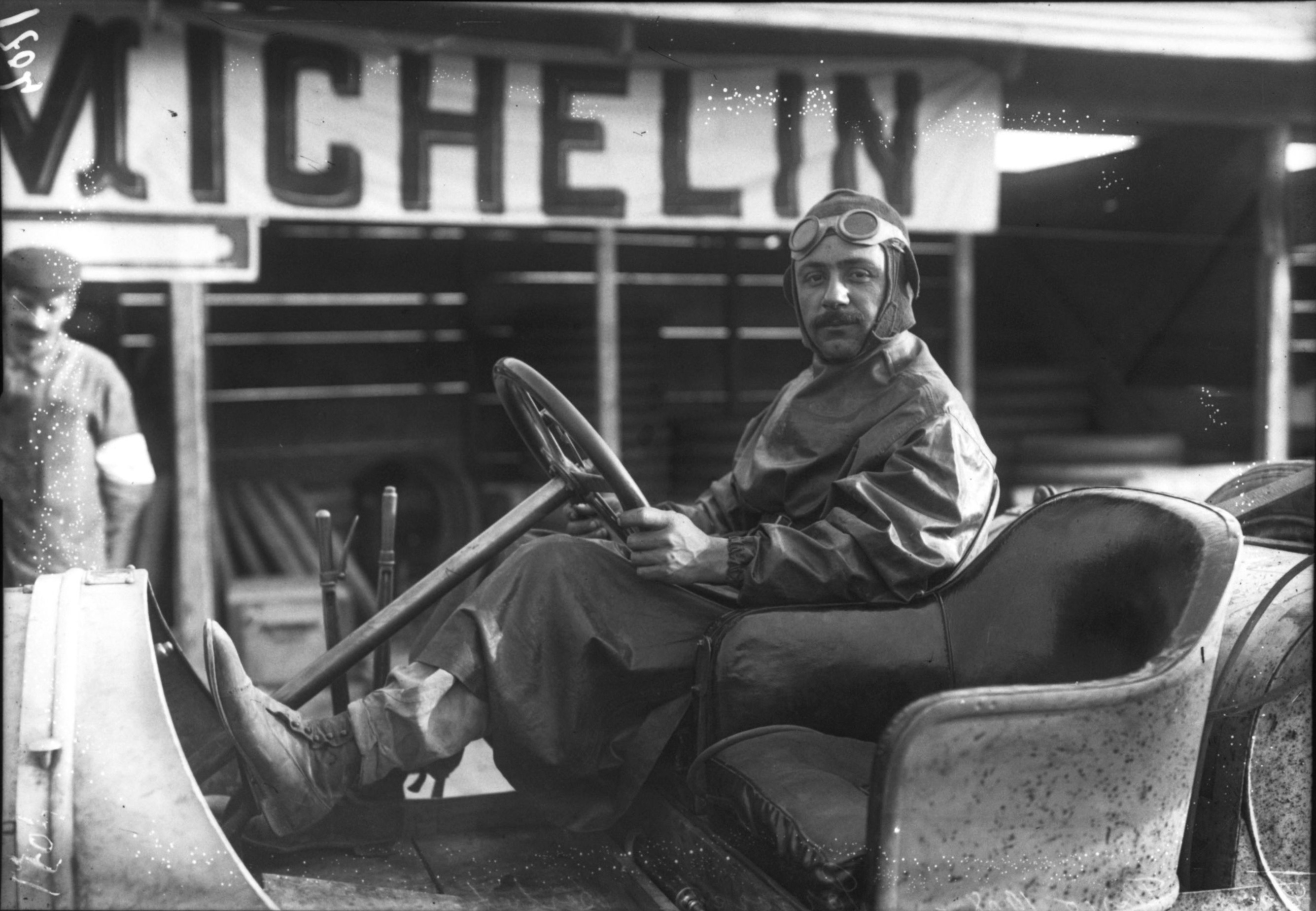
Berliet von Jean Porporato bei der Targa Florio (1908)

Eines der bei Rennen eingesetzten Fahrzeuge wurde von Jean Porporato bei Rennen wie der Targa Florio 1908 und der „Targa Bologna“ gefahren. Bei der Targa Florio 1909 wurden zwei Fahrzeuge von Berliet eingesetzt. Bei der Targa Florio 1911 nur ein Fahrzeug.

## Varianten
Es gab von dem hier behandelten Typ zwei Varianten, deren technische Daten der
folgenden Übersicht entnommen werden können. Leider gibt es bislang keine Publikation, die alle bei Berliet gebauten Typen mit ihren Varianten behandelt. Die technischen Daten wurden daher im Wesentlichen den Anträgen der Firma Berliet auf Erteilung einer allgemeinen Betriebserlaubnis an die zuständige Behörde (Ingenieur des mines) entnommen. Diese Anträge sind alle erhalten und im Archiv der Fondation Berliet einsehbar und durchnummeriert.
| Typ | Zyl. | Bohrg. | Hub | Hubr.  | /min | CV    | CV      | Bem.,  |
|     | Zahl | mm     | mm  | cm³    | max  | fisc. | reelles | Quelle |
| --- | ---- | ------ | --- | ------ | ---- | ----- | ------- | ------ |
| GK  | 4    | 160    | 140 | 11.259 | 800  | 50    | 80      |        |
| GK  | 4    | 140    | 140 | 8621   | .    | 35    | 60      |        |